# 浅瀬石村
浅瀬石村（あせいしむら）は、かつて青森県にあった村。

## 地理
- 河川：浅瀬石川、鶴ヶ沢、二股沢、町居用水

## 施設等
- 浅瀬石小学校
- 浅瀬石中学校
- 浅瀬石郵便局
- 黒石地区警察署浅瀬石駐在所

## 沿革
- 1889年（明治22年）4月1日 - 町村制施行により南津軽郡浅瀬石村、中川村、高賀野村が合併し、浅瀬石村が発足。
- 1954年（昭和29年）7月1日 - 南津軽郡黒石町、中郷村、六郷村、山形村と合併し市制施行して黒石市となる。